# Жани
Жани (ჟ, груз. ჟანი) — шестнадцатая буква современного грузинского алфавита и восемнадцатая буква классического грузинского алфавита.

## Использование
В грузинском языке обозначает звук [ʒ]. Числовое значение в изопсефии — 90 (девяносто).
Также используется в грузинском варианте лазского алфавита, используемом в Грузии. В латинице, используемой в Турции, ей соответствует j.
Ранее использовалась в абхазском (1937—1954) и осетинском (1938—1954) алфавитах на основе грузинского письма, после их перевода на кириллицу в абхазском была заменена на жь, а в осетинском — на ж.
В системах романизации грузинского письма передаётся как ž (ISO 9984, ALA-LC), zh (BGN/PCGN
1981, национальная система, BGN/PCGN 2009). В грузинском шрифте Брайля букве соответствует символ ⠚ (U+281A).

### Слова
В грузинско-русском словаре Д. И. Чубинова слова, начинающиеся на букву жани, занимают 0,2 % объёма (75 статей).
- ჟოლო (жоло) — Малина

## Написание
| Асомтаврули | Нусхури | Мхедрули |
| ----------- | ------- | -------- |
|             |         |          |

## Кодировка
Жани асомтаврули и жани мхедрули включены в стандарт Юникод начиная с самой первой его версии (1.0.0) в блоке «Грузинское письмо» (англ. Georgian) под шестнадцатеричными кодами U+10AF и U+10DF соответственно.
Жани нусхури была добавлена в Юникод в версии 4.1 в блок «Дополнение к грузинскому письму» (англ. Georgian Supplement) под шестнадцатеричным кодом U+2D0F; до этого она была унифицирована с жани мхедрули.
Жани мтаврули была включена в Юникод в версии 11.0 в блок «Расширенное грузинское письмо» (англ. Georgian Extended) под шестнадцатеричным кодом U+1C9F.